# اندیس دره ساری
دره ساری یک اندیس مصالح ساختمانی است که در حوالی شهر الیگودرز استان اصفهان قرار دارد و مادهٔ معدنی موجود در آن، سنگ تزئینی است.  